# 스피릿 오브 마닐라 항공
스피릿 오브 마닐라 항공(영어: Spirit of Manila Airlines)는 필리핀의 저비용 항공사였다. 허브 공항은 클라크 국제공항을 사용했고, 2012년 1월에 운항을 중단했다.

## 운항 노선

### 아시아
- 필리핀
  - 클라크 - 클라크 국제공항 허브
- 중화민국
  - 타이베이시 - 타이완 타오위안 국제공항

## 보유 기종
- 스피릿 오브 마닐라 항공은 폐업 전까지 다음과 같이 보유하고 있었다.[1][2][3]

## 같이 보기
- 필리핀 항공